# Euselasia howlandi
Euselasia howlandi är en fjärilsart som beskrevs av Archibald C. Weeks 1906. Euselasia howlandi ingår i släktet Euselasia och familjen Riodinidae. Inga underarter finns listade i Catalogue of Life.